# Who Named It?
Who Named It? (trad. "da chi prende nome?") è un dizionario online in lingua inglese di eponimi medici e di informazioni delle persone legate ad essi. Sebbene sia un dizionario, molti eponimi e persone sono presentati in ampi articoli che comprendono biografie accurate. È ospitato in Norvegia ed è stato aggiornato a lungo dallo storico della medicina Ole Daniel Enersen.